# Jean Jarousseau
Pour les articles homonymes, voir Jarousseau.
Jean Jarousseau, né le 25 décembre 1729 à Mainxe et mort le 18 juin 1819 à Semussac, est un pasteur français, grand-père de l'écrivain et homme politique Eugène Pelletan.

## Biographie
Jean Jarousseau est issu d'une modeste famille de pasteurs charentais, mais fut baptisé par le curé de la paroisse. 
Sa grand-mère Jeanne Barjeau, tout comme son père, Isaac Jarousseau, sont morts en martyrs de la foi protestante. 
Jarousseau a suivi ses études au séminaire français de Lausanne qui formait alors, sous la direction d'Antoine Court, les « pasteurs du désert », c'est-à-dire les pasteurs clandestins. 
De retour de Suisse, il passa quelque temps dans les Cévennes, auprès du grand pasteur Paul Rabaut. 
Il s'installa ensuite en Saintonge, où il devint, sous le surnom de « Sunovin », proposant du pasteur itinérant Louis Gibert. En 1761, ayant été reçu pasteur, il s'installa à Saint-Georges-de-Didonne.
L'arrivée de Jarousseau à Saint-Georges-de-Didonne correspond au début de la seconde période du désert, celle où le protestantisme bénéficia de la montée de la tolérance. 
À la différence de Louis Gibert, homme du « premier désert », prônant un protestantisme rigoureux, austère, rigide et rebelle au pouvoir, Jarousseau, à l'école de Paul Rabaut, proposait une religion plus aimable, plus indulgente, moins rigoureuse et très soumise au pouvoir établi.
« Protégé tacitement » par le maréchal de la Ferté-Senecterre, gouverneur de la Saintonge et à ce titre créateur en 1761 du cimetière protestant public de Royan (conservé en centre-ville, il compte 454 concessions, 193 titulaires et 53 sépultures abandonnées) qui, lors de son inspection, faisait donner le tambour afin de l'en avertir, Jarousseau pouvait alors se cacher dans un cagibi aménagé dans sa maison. 
Blessé lors d'un prêche au Désert, il consacra ensuite le temple protestant de Royan.
Selon son petit-fils et premier biographe Eugène Pelletan il serait allé en 1780 à Versailles pour y plaider, par l'intermédiaire de Malesherbes, auprès de Louis XVI, la cause de l'établissement d'un état-civil pour les protestants. Si le fait ne peut être établi il est plausible, plusieurs initiatives en ce sens ayant eu lieu dans la même période, comme celle de Jean-Paul Rabaut Saint-Étienne . Réalité ou non de cette ambassade à Versailles, l'édit de Versailles, connu sous le nom « d'édit de tolérance », fut promulgué le 17 novembre 1787.
Après une vie frugale, Jarousseau, qui avait acquis des biens nationaux durant la Révolution française, faisait figure de petit propriétaire assez aisé.
Père de sept enfants, il fut à l'origine d'une dynastie locale, dont les membres siégèrent, durant près d'un siècle, au conseil municipal de Saint-Georges-de-Didonne, et souvent dans le fauteuil de maire. L'un de ses gendres Achille Pelletan, fut maire de Royan de 1808 à 1809, puis en 1814-1815 ; la famille prit une dimension nationale avec le petit-fils de Jarousseau, Eugène Pelletan, écrivain et homme politique républicain, lui-même à l'origine d'une dynastie de ministres et parlementaires.
Dans la tradition funéraire huguenote, Jarousseau fut inhumé près de sa maison au hameau de Chenaumoine à Semussac, où sa tombe est conservée .